# Pedro Ríos y Yépez
Pedro Ríos y Yépez, San José, Pacasmayo,  5 de abril de 1854 - Pacasmayo, Provincia de Pacasmayo, Perú, 2 de agosto de 1926) fue un político , hacendado y comerciante peruano, que enfrentó la invasión chilena en la Provincia de Pacasmayo, y uno de principales participantes de la Revolución de Pierola, reconocido como secundar la revolución en el Norte Peruano.

## Biografía
Pedro Ríos y Yépez fue el hijo mayor de don José Gregorio Ríos Sisniegas y de doña Baltazara Yépez Collado, ambos ricos hacendados, propietarios de los fundos “Ventarrón”, ”Vista Alegre” y “La Campanita”.
Pertenecían a una de las familias más importantes de San José y de la Provincia de Pacasmayo, que además estaban emparentados con otras ricas e influyentes familias pacasmayinas.

## Educación
El desempeño escolar de Pedro Ríos fue brillante y destacado, por ello sus padres procuraron darle la mejor educación.
Estudió en la más destaca escuela de San Pedro de Lloc, dirigida por Antonio Gil y Emilio Gastelumendi, y para conformar su espíritu varonil, sus inquietudes rebeldes, fue enviado a Lima, en donde cursó instrucción media, en el convictorio carolino.

## Participación de Ríos Yépez durante la Guerra con Chile
Cuando las tropas chilenas tomaron la provincia de Pacasmayo, se nombraron varios jefes a mando de la provincia, como el comandante Villareal, Arellano, Fuensalida y Carballo; todos ellos para sostenerse imponían cupos a los hacendados y personas de dinero, creando a todo esto una situación difícil para la región.
Los chilenos para conseguir este objetivo se diseminaban en “guerrillas” por las poblaciones y haciendas de la zona.
Cierto día sabiendo Pedro que una tropa de estas guerrillas de Guadalupe iba con dirección a San Pedro de Lloc, avisó a sus amigos Eliseo Salcedo y Ruiz, Antonio Saavedra, Santiago Cerna, Manuel Collao, Roberto Luna, los hermanos Manuel y Pedro Sifuentes (abuelo y tío abuelo de NIXA) y Aniceto Sisniegas (gobernador de la época) y otros más, entre ellos acordaron que una parte esperarían en el portachuelo de Vista Alegre y atacaran en ese sitio a la guerrilla que pasaría por allí, mientras los hermanos Sifuentes y el alcalde y otro más servirían de protección al pueblo si saliese algo mal.
Se armaron de fusiles, pues en aquella época los hacendados tenían provisiones de ellas en sus casas y a caballo se posesionaron de la parte más estrecha del portachuelo, donde al entrar los 25 chilenos que venían, fueron recibidos a balazos por los atacantes.
Pedro Ríos montaba uno de sus “briosos” caballos, que tanta fama tenía y que encabritándose no le dejaba “hacer blanco”. Se demostró y cargando su fusil a pie se puso, a la cabeza de sus compañeros que a caballo seguían atacando. La lucha fue dura y los chilenos en su mayor parte retrocedieron.
Pedro se había alejado bastante, adelantándose a su grupo y cuando los chilenos que por la estrechez del lugar, no podían darse cuenta del número de los peruanos que combatían, huyeron, se volvió encontrándose solo y sin cabalgadura, sus compañeros se habían retirado a la población, el caballo de Pedro espantado por los tiros, tomó camino al “Ventarron”, donde José Gregorio, al ver llegar a la bestia sin jinete, exclamo:”Ya mataron a mi hijo” y se preparaba para salir en su búsqueda, cuando alcanzó a ver que entraba al patio de la hacienda a pie y calzando en espuelas, refirió a su padre lo ocurrido y montando a caballo se encaminó a Ñampol, donde residía.
Tiempo después en el mes de junio, al sucederse los hechos en San José de Bellavista, producidos por Manuel Fernando Terrones, quien defendió a la mujer sanjosefina del ultrajo invasor, esto fue duelo y tragedia para el pueblo de San Jasé. Los chilenos enfurecidos vengaron la muerte de sus compañeros con salvajismo y bestialidad saqueando la población e incendiándola.
Los chilenos en sus afanes de capturar al “asesino” fueron a “ventarron” y se entrevistaron con José Gregorio, para informarse del paradero de Pedro Ríos que era patrón de Terrones. Estas fueron sus expresiones: “a su hijo le tenemos muchas ganas, porque anda soliviantando a la gente contra nosotros y hasta se nos ha enfrentado con armas (se refería al ataque del portachuelo) y notificaron a Gregorio, porque al no aparecer su hijo se presentara el en la comandancia chilena de San Pedro de Lloc.
Ríos Yépez que no salió de “Ñampol”, sabiendo que querían apresarlo, se presentó ante su padre para impedirle que fuera a San Pedro de Lloc, presentándose en su lugar. Así fue como los chilenos consiguieron ponerlo en prisión, donde permaneció por varios días.
Además Pedro sabía el escondite de su peón, (que se encontraba en los cañaverales de Cultambo), pero la sangre del patriota hervía por sus venas. La indignación más profunda y desprecio por la vida lo mantuvo en silencio. “Pueden fusilarme”, decía desde su calabozo.
Se le dio el plazo de 48 horas, para que hiciera venir a Terrones y transcurrido este, estando ya en “capilla” para fusilarlo, donde Nicanor de la Fuente, personaje de mucho prestigio en dicha provincia, se presentó y abogó por Ríos ante el comandante Orellana logrando su libertad gracias a sus influencias.
Pero también se supo que Terrones se presentó en San José y luego ante la comandancia en San Pedro de Lloc, donde valientemente confesó que el solo había defendido el honor de la mujer sanjosefina.
Terrones fue fusilado el 25 de junio de 1882 y el pueblo de San José se encontraba en ruinas.
Así Terrones demostró su consideración hacia su patrón y Pedro no se dejó intimidar por los invasores, enfrentándolos.

## La Revolución de 1895

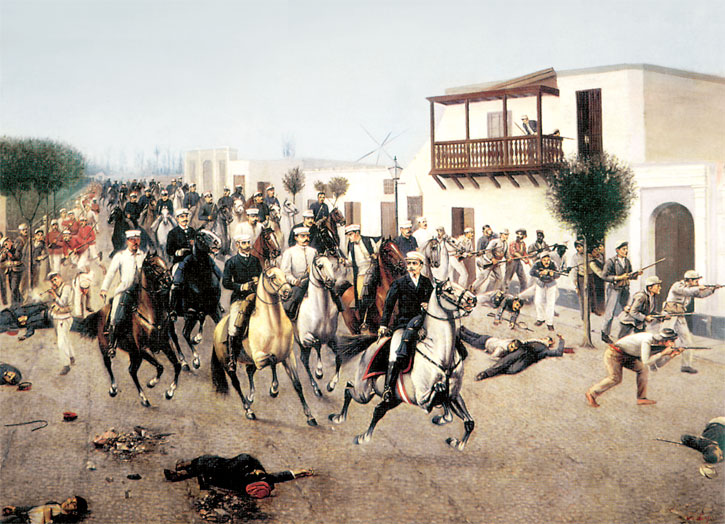
Piérola y sus montoneros entran a Lima por la Puerta de Cocharcas (17 de marzo de 1895).

La guerra civil peruana de 1894-1895, conocida también como la revolución civil de 1894-1895, tuvo su origen en el alzamiento popular y civil contra el segundo gobierno del general Andrés A. Cáceres, que fue encabezado por el caudillo civil Nicolás de Piérola. La causa inmediata de esta revolución fue la cuestionada elección de Cáceres en 1894, realizada fuera del marco constitucional, pero la causa fundamental fue la necesidad de acabar con la hegemonía del Partido Constitucional o cacerista (en el poder desde 1886), y con el auge del militarismo en el escenario político (el llamado Segundo Militarismo, o militarismo después de la derrota con Chile). Los revolucionarios o insurrectos fueron conocidos como coalicionistas, pues los partidos opositores a Cáceres que fomentaron el alzamiento se habían unido en una autodenominada Coalición Nacional.
El conflicto culminó con la entrada de los montoneros en Lima y la abdicación de Cáceres, luego de sangrientos enfrentamientos en las calles de la ciudad. Esta guerra marcó el fin de una época en la historia republicana peruana y el inicio de otra, conocida como la República Aristocrática.
Don Pedro Ríos Yépez y sus amigos apoyaron a los pierolista, siendo don Pedro líder de dicha revolución en el norte Peruano, el l7 de diciembre de 1894, montoneras al mando de Pedro Ríos toman San Pedro y otros grupos merodean Trujillo.
En 1895 durante las montoneras que sostuvieron la causa de Piérola, se incorporaron a las fuerzas del coronel Teodoro Seminario, varias bandas de salteadores de caminos, entre las que estuvo una comandada por José Rivadeneyra, alias “Ñaña”. Este individuo cometió tantas tropelías en las poblaciones conquistadas por los montoneros, que el mismo Teodoro arrepentido de tenerlo en sus filas, por constituir un descrédito para la causa, dispuso su ajusticiamiento.
Pero los “Ñañas” eran todo un clan y en 1897 había uno de ellos, llamado Arturo que se puso al servicio del prefecto de Lambayeque, don Pedro Ríos y Yépez.  Por ese año había una montonera anti-pierolista que actuaba entre los despoblados de Lambayeque y Cajamarca.  Se dio a Ñaña el encargo de terminar con ella y el bandido lo hizo a su manera.  El 23 de junio cuando los hermanos Grimaldo y Belisario Villar se dirigían a Jaén, fueron emboscados a la altura del “Guayabo”.  Capturados, fueron torturados y ultimados.  El caso fue presentado ante el Congreso, pero allí la mayoría pierolista bloqueó el asunto y la viuda de una de las víctimas no fue oída y el bandido asesino quedó impune.  En el Congreso como diputados estaban los hermanos Oswaldo, Edmundo y Felipe Seminario Arámburu, que sabían perfectamente quienes eran los Ñaña, pero prefirieron el silencio cómplice y complaciente.
Fueron muchos los atropellos y desmanes sucedidos durante la revolución, otro de los caso es el perpetuado por el “Batallón Escobas” , grupo que se dedicó al saqueo, empezando por la casa de don José Bernardo Goyburu, a la cual después incendiaron.  Lo mismo hicieron con la vivienda de don José Dolores Rázuri.  Luego saquearon las tiendas comerciales y en forma violenta entraban en las viviendas se llevaban lo que deseaban y pretendían abusar de las mujeres.  La hacienda La Calera de Goyburu fue saqueada. El coronel Orozco se presentó ante Teodoro Seminario para dar cuenta del vandalismo y protestar por esos actos que desmerecían a la revolución.
Don Pedro Ríos Y sus amigos pacasmayinos Pedro José Brito, Roberto Luna, y otros que se les habían unido recientemente también hicieron sentir su voz de protesta.
Esa situación y el contraste que representaba la tropa leal al Gobierno, que tras de pelear heroicamente había mostrado lealtad a la causa que defendían hizo meditar a Teodoro Seminario y ofreció dar una solución pronta, terminando en el ajusticiamiento del Ñaña.

## Pedro Ríos luego de la invasión chilena

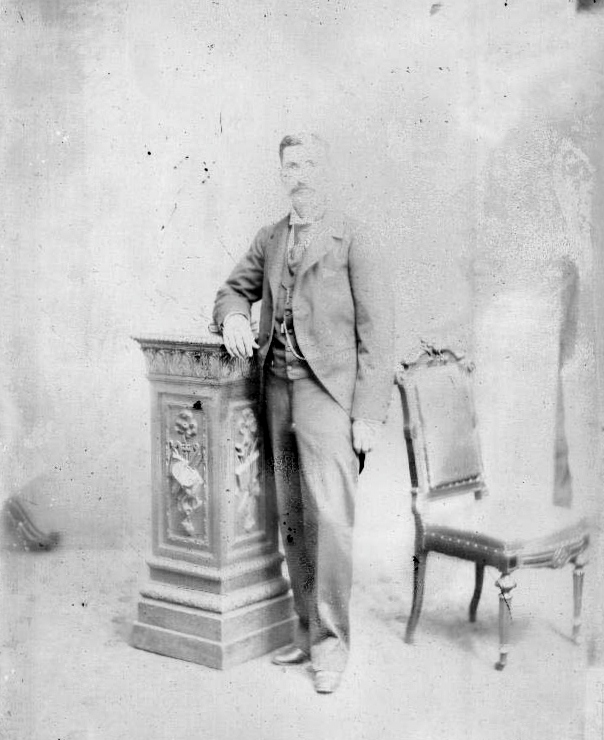
Pedro Ríos y Yépez en 1895.

Luego de la firma de paz entre el Perú y Chile, Pedro Ríos seguía siendo un gran hombre que gozaba del aprecio del pueblo y de la provincia.
Después en 1925 fue nombrado subprefecto de Pacasmayo, desempeñando este cargo falleció el 2 de agosto de 1926.
| Predecesor: ¿?                    | Alcalde del Distrito de San José (Pacasmayo) 1882-1883 | Sucesor: Antonio Ríos y Gastelo |
| Predecesor: ¿?                    | Subprefecto de Lambayeque ¿?                           | Sucesor: ¿?                     |
| Predecesor: Fedeberto Ortiz Neira | Alcalde del Distrito de San José (Pacasmayo) 1922-1925 | Sucesor: Pedro Olabarría        |
| Predecesor: ¿?                    | Subprefecto de Pacasmayo 1925-1926                     | Sucesor: ¿?                     |